# Học tập bằng trải nghiệm
Học tập qua trải nghiệm (ExL) là quá trình học tập thông qua trải nghiệm, và được định nghĩa hẹp hơn là "học thông qua phản ánh khi thực hiện". Học tập thực hành có thể là một hình thức học tập trải nghiệm, nhưng không nhất thiết phải để học sinh suy ngẫm về sản phẩm của họ. Học tập trải nghiệm khác với học vẹt hoặc học theo kiểu giáo huấn, trong đó người học đóng một vai trò tương đối thụ động. Nó có liên quan, nhưng không đồng nghĩa với, các hình thức học tập tích cực khác như học hành động, học mạo hiểm, học tự do lựa chọn, học hợp tác, học theo dịch vụ và học theo tư thế.
Học tập trải nghiệm thường được sử dụng đồng nghĩa với thuật ngữ "giáo dục trải nghiệm", nhưng trong khi giáo dục trải nghiệm là một triết lý giáo dục rộng hơn, học tập trải nghiệm xem xét quá trình học tập của cá nhân. Như vậy, so với giáo dục trải nghiệm, học tập trải nghiệm quan tâm đến các vấn đề cụ thể hơn liên quan đến người học và bối cảnh học tập.
Khái niệm chung về học tập thông qua kinh nghiệm là cổ xưa. Vào khoảng năm 350 trước Công nguyên, Aristotle đã viết trong cuốn Nicomachean Ethics "cho những điều chúng ta phải học trước khi chúng ta có thể làm chúng, chúng ta học bằng cách thực hiện chúng". Nhưng với tư cách là một phương pháp giáo dục rõ ràng, học tập trải nghiệm gần đây hơn nhiều. Bắt đầu từ những năm 1970, David A. Kolb đã giúp phát triển lý thuyết hiện đại về học tập trải nghiệm, dựa trên công trình của John Dewey, Kurt Lewin và Jean Piaget.
Học tập trải nghiệm có những lợi thế đáng kể trong giảng dạy. Peter Senge, tác giả của The Fifth Discipline (1990), nói rằng việc giảng dạy là điều tối quan trọng để thúc đẩy mọi người. Việc học chỉ có tác dụng tốt khi người học có mong muốn tiếp thu kiến thức. Do đó, học tập trải nghiệm đòi hỏi phải chỉ ra các định hướng cho người học.
Học tập trải nghiệm đòi hỏi một phương pháp tiếp cận thực hành để học tập mà không chỉ có giáo viên đứng trước phòng truyền đạt và chuyển tải kiến thức của họ cho học sinh. Nó làm cho việc học trở thành một trải nghiệm vượt ra ngoài lớp học và cố gắng mang lại một cách học tập có liên quan hơn.